# Тиберий Нумиций
Тиберий Нумиций (лат. Tiberius Numicius; IV век до н. э.) — римский политический деятель, народный трибун 320 года до н. э. Упоминается только в одном источнике — трактате Марка Туллия Цицерона «Об обязанностях». Тиберий и его коллега Квинт Мелий выступили против предложения разорвать Кавдинский договор с самнитами и выдать врагу людей, которые его подписали, но не нашли поддержки. У Тита Ливия коллегой Квинта Мелия назван Луций Ливий.